# Summit v Camp Davidu (2000)
Blízkovýchodní mírový summit v Camp Davidu v červenci 2000, který hostil americký prezident Bill Clinton, navštívili izraelský premiér Ehud Barak a předseda palestinské samosprávy Jásir Arafat. Summit byl neúspěšným pokusem vyjednat takzvaný „konečný status“ (někdy též „permanentní status“) v izraelsko-palestinském konfliktu.
Celkem se na summitu řešily čtyři sporné body:
1. území
2. Jeruzalém a Chrámová hora
3. uprchlíci a právo návratu
4. izraelské bezpečnostní zájmy

## Summit
Prezident Bill Clinton pozval 5. července 2000 Baraka a Arafata do Camp Davidu k pokračování v jednáních o mírovém procesu na Blízkém východě. Chtěl tak stavět na geniu loci Camp Davidu, neboť zde byla za jeho předchůdce Jimmyho Cartera uzavřena dohoda o míru mezi Egyptem, reprezentovaným prezidentem Anwarem Sadatem a Izraelem, reprezentovaným Menachemem Beginem. Mírové dohody z Osla, které byly v roce 1993 uzavřeny mezi izraelským premiérem Jicchakem Rabinem a předsedou Organizace pro osvobození Palestiny (OOP) Jásirem Arafatem stanovovaly, že by ve všech nevyřešených otázkách mezi Palestinci a Izraelci – zejména v otázce takzvaného konečného statusu – mělo být dosaženo dohody pět let od vzniku Palestinské samosprávy. Nicméně prozatímní postup zavedený v rámci dohod z Osla nenaplnil ani izraelská, ani palestinská očekávání a Arafat uváděl, že campdavidský summit je předčasný.
Summit byl do Camp Davidu svolán na 11. července 2000. Skončil 25. července, aniž by bylo dosaženo dohody. Na jeho závěr bylo vydáno trilaterální prohlášení, které definovalo dohodnuté zásady pro budoucí jednání.

### Trilaterální prohlášení
Prezident William J. Clinton – izraelský premiér Ehud Barak – předseda palestinské autonomie Jásir Arafat.

Ve dnech 11. až 24. července se, pod záštitou prezidenta Clintona, v Camp Davidu setkali premiér Barak a předseda Arafat, v úsilí o dosažení dohody o permanentním statusu. Zatímco nebyli schopni překlenout rozpory a dosáhnout dohody, jejich jednání byla bezprecedentní jak v oblasti rozsahu, tak v detailnosti. V návaznosti na pokrok dosažený v Camp Davidu, se oba představitelé shodli na následujících principech, kterými se budou řídit jejich jednání:
1. Obě strany se dohodly, že cílem jejich jednání je ukončit desetiletí konfliktu a dosáhnout spravedlivého a trvalého míru.
2. Obě strany se zavazují pokračovat ve svém úsilí o uzavření dohody o všech otázkách permanentního statusu co nejdříve.
3. Obě strany se dohodly, že jednání na základě rezolucí Rady bezpečnosti OSN č. 242 a č. 338 jsou jediným způsobem, jak dosáhnout takové dohody, a zároveň se zavázaly k vytvoření prostředí pro jednání, bez tlaku, zastrašování a vyhrožování násilím.
4. Obě strany chápou důležitost vyhnout se jednostranným akcím, které předem odsuzují výsledky jednání, a že jejich neshody budou řešit pouze v dobré víře jednání.
5. Obě strany se dohodly, že Spojené státy zůstávají zásadním partnerem v úsilí o mír a budou i nadále v nadcházejícím období úzce konzultovat s prezidentem Clintonem a ministryní zahraničí Albrightovou.